# Павлик Остап Якович
Павлик Остап Якович (15 січня 1890, с. Лавриків — 5 листопада 1937, Київ) — український історик, учень Михайла Грушевського.

## Життєпис
Народився в с. Лавриків (нині село Жовківського району Львівської обл.). Закінчив гімназію у Львові. 1913—1914 вчителював у приватній українській школі ім. М.Шашкевича в Перемишлі. 1914 мобілізований до австрійського війська, восени 1914 пораненим потрапив до російського полону. Перебував у таборах для військовополонених у Тамбові, Верхньоудинську, Томську. 1916 переведений на чорнові роботи до Мінської губернії. Після Лютневої революції 1917 перебрався до Києва, де працював у кооперативних організаціях. Одночасно 1917—1920 навчався на історико-філологічному факультеті Українського Київського державного університету, потім — на Вищих прискорених педагогічних курсах, 1923—1925 — на історико-соціальному відділі Київського інституту народної освіти. Вчителював на Звенигородщині (1920—1922) та в Києві (1922—1927). 1925—1927 — кандидат в аспіранти, 1927—1930 — аспірант Науково-дослідної кафедри історії України при ВУАН М.Грушевського. 14 вересня 1930 захистив промоційну працю «Українсько-польська угода і заснування радикальної партії в Галичині» (науковий керівник — академік Михайло Грушевський). Одночасно 1927—1933 — співробітник Комісії історії Західної України при Науково-дослідній кафедрі історії України при ВУАН, 1928—1930 — секретар Всеукраїнського історичного музею.
Досліджував політичну та соціально-економічну історію Західної України 19 — поч. 20 ст.
20 серпня 1931 заарештований в справі «Українського національного центру» 1930—1932, проте через 4 місяці за браком доказів звільнений.
У лютому–березні 1934 — науковий співробітник Історично-археографічного інституту ВУАН, звільнений під час «чистки» ВУАН. Потому викладав у київських середніх і вищих навчальних закладах.
14 червня 1937 вдруге заарештований і звинувачений у намаганні повалити радянську владу «для встановлення самостійної соборної української буржуазно-демократичної республіки». 28 жовтня 1937 засуджений до смерті.
Страчений у Києві. Похований у лісі під х. Биківня поблизу Києва.
Реабілітований 1989.